# محافظة هيكو
محافظة هيكو (بالصينية: 河口) تقع المحافظة في الجنوب الشرقي لجمهورية الصين الشعبية، وتحديداً في مقاطعة يونان، وهي المحافظة الوحيدة المتمتعة بالحكم الذاتي في المقاطعة وتعتبر مدينة ياو من المدن الرئيسية فيها وأكبرها، تتمتع محافظة هيكو ببنية تحتية جيدة ووسائل نقل مريحة للغاية، تعتبر الصين محافظة هيكو ميناء وطني من الدرجة الأولى، ونافذة مهمة للصين ولمقاطعة يونان تفتح على العالم الخارجي، وواحد من أكثر الممرات البرية ملاءمة لجنوب غرب الصين لدخول جنوب شرق آسيا، حيث يمتد الجسر السريع بين الصين وفيتنام على نهر نانشي، ويربط بين مصب النهر والشوارع القديمة لفيتنام. وقد تم بناؤه عام 1999 وتم الانتهاء منه ووضعه قيد الاستخدام في 8 يناير 2000. كما تتمتع أيضاً بـ جسر السكك الحديدية الذي يمتد ما بين بين الصين وفيتنام هو جسر عابر للحدود يربط بين الصين وفيتنام على خط سكة حديد يونان فيتنام، منذ ذلك الحين طورت مقاطعة هيكو بقوة اقتصاديات الموانئ والتجارة وأقامت علاقة تعاون اقتصادي جيدة مع مقاطعة لاو كاي الفيتنامية.

## التاريخ
في عهد أسرة مينج ، كانت المحافظة بمثابة أرض الدعوى الرئيسية وتمركزت في قصر لينان وانغ نونغشان، في العام الثالث والعشرين من حكم غوانغشو 光绪 في عهد أسرة تشينغ 1897، تم إنشاء مكتب هيكو للسيطرة على الفيضانات. في السنة الخامسة عشرة لجمهورية الصين (1926) ، تم تعيين مصب النهر كمنطقة إدارية خاصة تأسست مدينة هيكو عام 950، الأنهار الحمراء والبيضاء ستكون هنا ومن هنا جاءت تسميتها. تم تغيير محافظة هيكو في عام 1955 ، وتم تغييرمحافظة هيكو ياو المستقلة في عام 1963، وفي عام 2000، كانت مقاطعة هيكو ياو ذاتية الحكم تحكم مدينتين و 4 بلدات.

## التعداد السكاني
في عام 2010 بلغ إجمالي عدد سكان محافظة هيكو ياو المستقلة 104609 نسمة
تضم محافظة هيكو ياو ذاتية الحكم 30491 أسرة ويبلغ عدد سكانها 97682 شخصًا ، ويبلغ متوسط عدد سكان كل أسرة 3.20 ، وهو أقل بنسبة 0.19 من معدل التعداد الوطني الخامس في عام 2000.
بالمقارنة مع عدد سكان مقاطعة هيكو ياو ذاتية الحكم وفي نوفمبر عام 2000، كان عدد سكان مقاطعة هيكو ياو ذاتية الحكم 95451 نسمة، بزيادة قدرها 9158 نسمة على مدى العقد الماضي ، بزيادة قدرها 9.59٪. يبلغ متوسط الزيادة السنوية 915.8 فردًا ، بمتوسط معدل نمو سنوي يبلغ 0.92٪ 

## الاقتصاد
في عام 2009 ، بلغ الناتج المحلي الإجمالي لمحافظة هيكو ياو ذاتية الحكم 1.487 مليار يوان، بزيادة سنوية قدرها 14.5٪ بقيم مماثلة، وكانت كالتالي الصناعة الأولية 296 مليون يوان ، بزيادة قدرها 6.7٪ ؛ وأكملت الصناعة الثانوية 353 مليون يوان ، بزيادة 14.9٪ ؛ كما أكملت الصناعة الثالثة وهي صناعة الخدمات كالسياحة وغيرها ما قيمته 838 مليون يوان، بزيادة قدرها 16.9٪. تم تعديل نسبة الصناعات الأولية والثانوية والثالثة من 20.8: 23.5: 55.7 في عام 2008 إلى 19.9: 23.7: 56.4، كما انخفض استهلاك الطاقة لكل وحدة من الناتج المحلي الإجمالي بنسبة 4.1 ٪.

## المعالم السياحية
- نهر نانشي بالصينية 南溪河 ويتحوي على العديد المنحدرات السريعة والشلالات التي تجذب العديد من السياح.
- معبد شانغ هو معبد قديم معروف في مقاطعة لاو كاي، وقد تم بناؤه في عهد أسرة هو لو (1680) في فيتنام وهو موجود منذ أكثر من 300 عام.
- منتزه وغابة هيكو الممتدة على مساحة كبيرة تبلغ 47145 متر مربع.
- منتجعات جبال غيهاو حيث يقام العديد من الفعاليات الشعبية والفلوكلورية.